# Блонді Джонсон
Блонді Джонсон — американський ганстерський фільм 1933 року, знятий до введення кодексу Гейса режисером Реєм Енрайтом, у головних ролях — Джоан Блонделл та Честер Морріс. Спродюсований компанією Warner Bros.

## Сюжет
Події фільму розгортаються під час Великої депресії. Блонді Джонсон (Джоан Блонделл) звільняється з роботи після того, як її начальник сексуально домагається її. Потім її та її хвору матір виселяють з квартири, і вони не можуть отримати жодної державної допомоги. Після смерті матері Блонді рішуче вирішила розбагатіти. Невдовзі вона потрапляє до злочинної організації та закохується в Денні, одного з її членів (Честер Морріс). Згодом вона переконує його підставити свого боса. Блонді поступово піднімається кримінальною драбиною, стаючи ватажком банди «малого флоту», перш ніж банду викривають. Блонді засуджують і відправляють до в'язниці на шість років, але вона та Денні обіцяють одне одному почати нове життя після того, як сплатять свої борги суспільству.

## У ролях
- Джоан Блонделл у ролі Блонді Джонсон
- Честер Морріс у ролі Денні
- Аллен Дженкінс у ролі Луї
- Ерл Фокс у ролі Скеннела
- Клер Додд у ролі Гледіс
- Мей Буш у ролі Мей
- Тошіа Морі в ролі Лулу
- Джозеф Коуторн — менеджер
- Олін Гоуленд у ролі Едді
- Стерлінг Холловей у ролі Ред
- Чарльз Лейн — касир (в титрах не вказаний)
- Сем Макденіел у ролі портьє поїзда